# Hexatoma (Eriocera) cybele
Hexatoma (Eriocera) cybele is een tweevleugelige uit de familie steltmuggen (Limoniidae). De soort komt voor in het Palearctisch gebied.